# ウジェーヌ・マネ
ウジェーヌ・マネ（Eugène Manet, 1833年11月21日 - 1892年4月13日）は、フランスの画家。画家エドゥアール・マネの弟であり、画家ベルト・モリゾの夫。

## 概要
パリで、裕福なブルジョワジーの家庭の次男として生まれた。父オーギュスト・マネは、司法省の高級官僚（司法官）で共和主義者であった。母ウジェニーは、ストックホルム駐在の外交官フルニエ家の娘であった。兄エドゥアールは1833年生、弟ギュスターヴは1835年生である。
1853年には、兄エドゥアールとともにイタリアのヴェネツィア、フィレンツェを旅し、ティツィアーノの作品などを見て回った。
ウジェーヌは、兄エドゥアールの作品『テュイルリー公園の音楽会』（1862年）のモデルとして描かれている。そのほか、『海辺にて』などの作品にもモデルとして登場している。
1868年、画家のベルト・モリゾとその姉エドマ・モリゾが、アンリ・ファンタン＝ラトゥールの紹介でエドゥアール・マネと知り合い、以後、モリゾ家とマネ家は家族ぐるみで付き合うようになった。ベルト・モリゾとエドゥアール・マネとの間に恋愛感情があったとする説もあるが、証拠はない。
1874年、ベルト・モリゾがエドゥアール・マネの反対を押し切って印象派グループ展に参加した年の12月22日、ウジェーヌ・マネはベルト・モリゾとパッシー（パリ16区）のノートルダム＝ド＝グラス教会（l'église de Notre-Dame-de-Grâce de Passy）で結婚式を挙げた。この年、王党派だったモリゾの父が亡くなったことで、共和主義者だったウジェーヌとの結婚が許された。エドゥアールは、2人の結婚に際して『扇を持つベルト・モリゾ』を贈り、エドガー・ドガは、『ウジェーヌ・マネの肖像』を贈った。
ウジェーヌは、兄エドゥアールの制作活動を見てきたこともあり、当時としては珍しい妻ベルトの女性画家としての活動を理解し、支えた。妻の作品のモデルとなったり、印象派グループ展の企画に関わり、妻の作品の展示を取り仕切ったり、戸外制作の際に妻の荷物を運んだりした。2人の間には、娘ジュリーが生まれた。1883年に兄エドゥアールが亡くなり、ウジェーヌは妻とともに翌1884年の回顧展のために奔走した。弟ギュスターヴも1884年に亡くなっている。1883年末には、パッシーのヴィルジュスト通り（rue de Villejust, 現ポール＝ヴァレリー通り(fr)）に、ウジェーヌ自らの設計で家を建てた。毎週木曜日には晩餐会を開き、ドガ、クロード・モネ、ピエール＝オーギュスト・ルノワール、ステファヌ・マラルメ、ファンタン＝ラトゥール、メアリー・カサットなどが集まった。

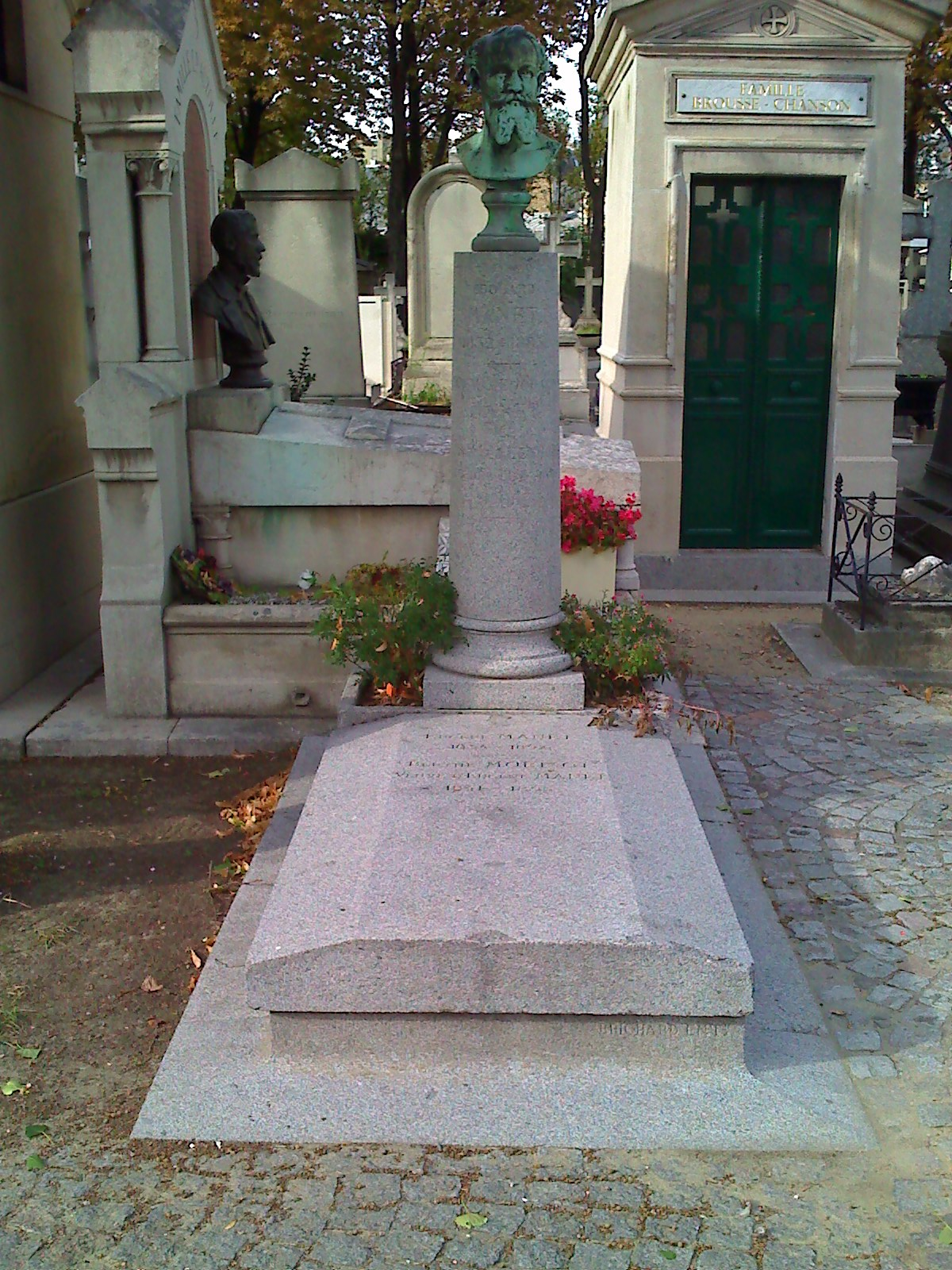
パッシー墓地にあるウジェーヌ・マネとベルト・モリゾの墓。

ウジェーヌは、1886年の印象派グループ展にも関わったが、1887年から肺梅毒で体調を崩すようになり、性格はますます気難しくなっていった。病状は悪化していき、1892年に亡くなった。娘ジュリーは13歳のことだった。妻ベルトも感染してたと思われ、ウジェーヌ死後3年後に亡くなった。
ウジェーヌは死の直前、病気を押して妻の個展を準備しており、死の翌月の5月25日から6月18日まで、モンマルトル大通りのブッソ・ヴァラドン商会でその個展が開かれた。

## 関連作品

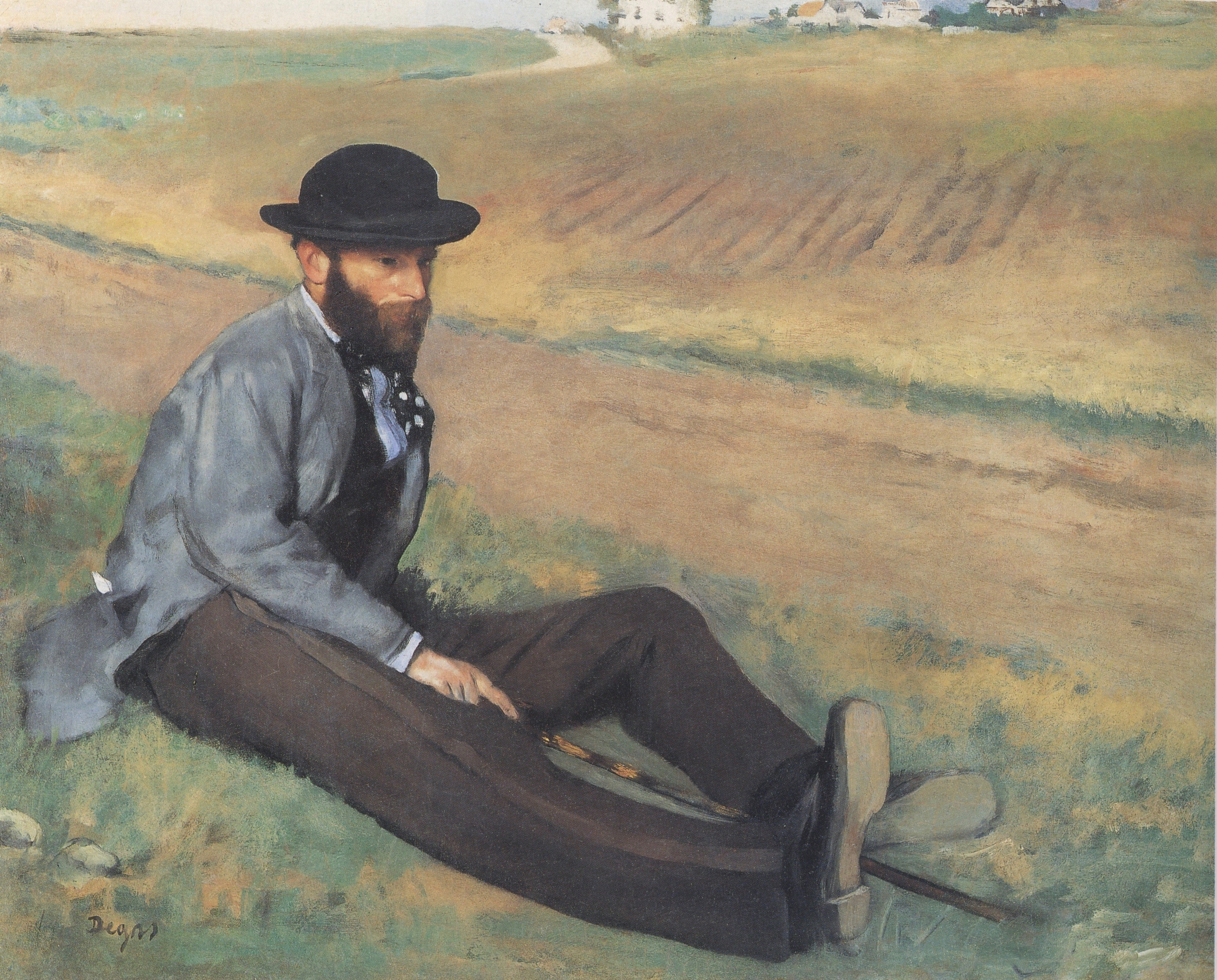
エドガー・ドガ『ウジェーヌ・マネ』1874年。
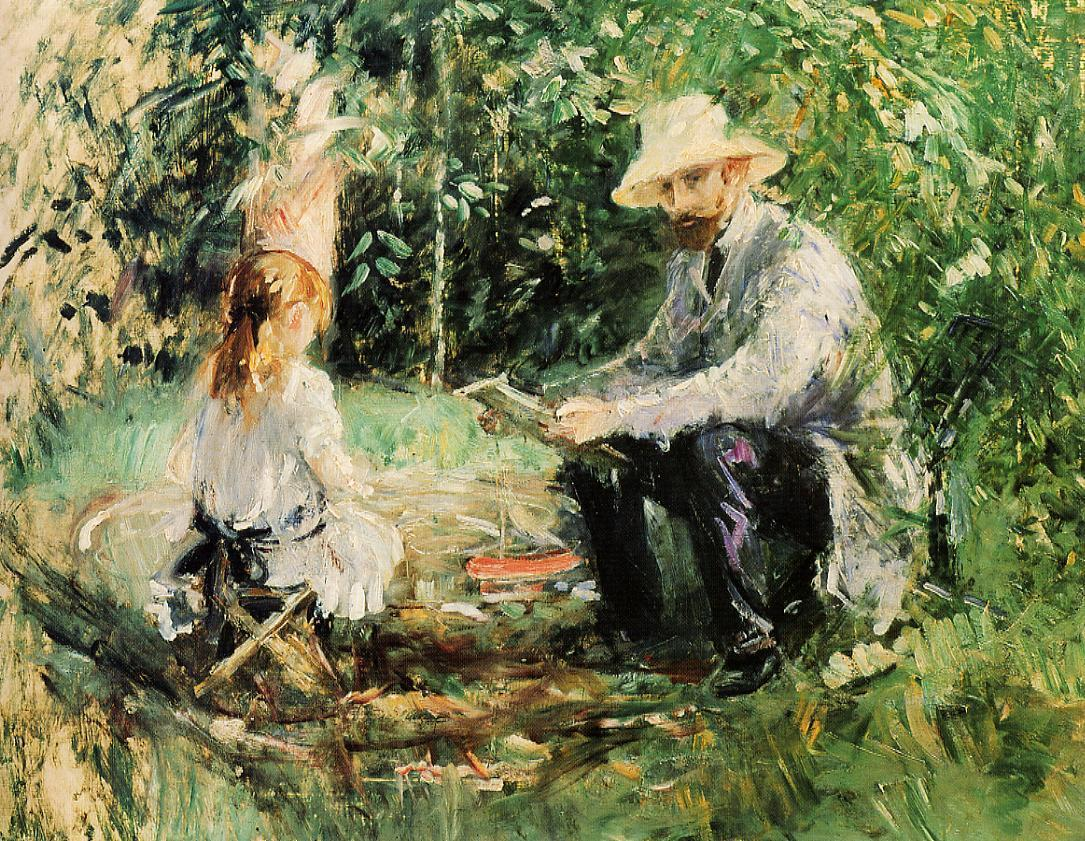
ベルト・モリゾ『庭のウジェーヌ・マネと娘』1883年。